# Балка Грузська
Балка Грузська (рос. б. Грузская; Балка Джимильта) — балка (річка) в Україні у Свердловському районі Луганської області. Ліва притока річки Кріпка (басейн Азовського моря).

## Опис
Довжина балки приблизно 7,64 км, найкоротша відстань між витоком і гирлом — 7,00  км, коефіцієнт звивистості річки — 1,09 . Формується декількома балками та загатами.

## Розташування
Бере початок на західній стороні від селища Братське. Тече переважно на південний захід і на північній околиці села Дар'їно-Єрмаківка впадає у річку Кріпку, ліву притоку річки Тузлів.

## Цікаві факти
- Проти витоку балки на східній стороні на відстані приблизно 3,17 км розташований автошлях Т 1305[4] (автомобільний шлях територіального значення в Луганській області. Проходить територією Довжанського району через Довжанськ — Криничне до перетину з E50. Загальна довжина — 23,6 км.).